# Sport à Atlanta
Atlanta, sixième métropole la plus peuplée des États-Unis, abrite de nombreux clubs de sport et à tout au cours de son histoire accueilli des grandes manifestations sportives, comme les Jeux olympiques d'été de 1996 et plusieurs Super Bowl, dont un en 2019. Elle est aussi connue pour l'importance de ses équipes de sport universitaire, très prisé aux États-Unis, et est considérée comme une des villes les plus sportives du pays. 

## Histoire
La ville est créée en 1837 sur un territoire cédé aux autorités américaines par la tribu Creek, à l'embranchement de deux lignes de train. Rasée en 1847 par William Sherman, elle est reconstruite, et connaît une forte croissance démographique entre les années 60 et 70. 
Les universités de la ville ont joué un rôle majeur dans le développement du sport en son sein : l'Institut de Technologie de Géorgie en particulier, avec son équipe omnisports des Yellow Jackets. Ce sont aussi ses étudiants qui construisent entre 1907 et 1913 le Bobby Dodd Stadium et les infrastructures alentours.  
En 1996, la ville organise les quatrième olympiade disputé sur le territoire américain. 

## Équipe deLigue Majeure
Les ligues majeures sont un nom donnés traditionnellement à quatre championnats communs aux États-Unis et au Canada, la Major League Baseball (MLB), la National Basketball Association (NBA), la National Football League (NFL), et la National Hockey League (NHL). Ces quatre compétitions représentent chacune dans leur sport le championnat professionnel avec le plus de revenus, et occupent quatre places dans le classement des cinq organisations sportives générant le plus d'argent. La Major League Soccer (MLS) est de nos jours parfois également considérée comme faisant partie des ligues majeures.
| Équipe            | Sport              | Championnat | Stade (capacité maximale)      | Première saison sportive | Date emménagement à Atlanta |
| ----------------- | ------------------ | ----------- | ------------------------------ | ------------------------ | --------------------------- |
| Braves d'Atlanta  | Baseball           | MLB         | Truist Park (41 500)           | 1871                     | 1966                        |
| Hawks d'Atlanta   | Basket             | NBA         | State Farm Arena (18 100)      | 1946-1947                | 1968                        |
| Atlanta United FC | Soccer (football)  | MLS         | Mercedes-Benz Stadium (71 000) | 2017                     | ND                          |
| Falcons d'Atlanta | Football Américain | NFL         | Mercedes-Benz Stadium (71 000) | 1966                     | ND                          |

## Sport Universitaire
Atlanta est l'hôte d'une dizaine d'universités, dont plusieurs excellent dans différents sports universitaires. Elles comptent notamment deux équipes sélectionnées en NCAA D1.

### Institut de Technologie de Géorgie
Considéré par beaucoup de classements comme la meilleure école supérieure d'Atlanta, et une des meilleures des États-Unis, le Georgia Tech accueille son équipe omnisports des Yellow Jacquets. Ils sont présents en compétition interuniversitaire dans 17 sports différents, dont le baseball et le basket-ball. Leur équipe de football américain est aussi particulièrement connue, et joue dans le Bobby Dodd Stadium, le plus ancien stade de la division 1 FBS de la NCAA.  
Le stade a été construit par les élèves, d'abord sa piste en 1907 puis d'autres bâtiments et infrastructures attenants vers 1913. Il a été de nombreuses fois agrandi et retravaillé, et plus récemment a été remodelé entre 2001 et 2003, augmentant sa capacité d'accueil à 55 000 spectateurs. De nouveaux travaux sont envisagés au début des années 2020, et lancés en 2023. Ils visent à construire d'ici fin 2025 un tout nouveau bâtiment dédié aux athlètes de l'école.